# Gungbrädemekanismen
Gungbrädemekanismen är en mekanism i teoretisk fysik. Den förekommer inom storförenad teori, särskilt i samband med neutrinors massor och  neutrinooscillationer, där den kan användas för att förklara observerade neutrinomassors litenhet i förhållande till kvarkars och andra leptoners.
Mekanismen är renormerbar fysik bortom SM, standardmodellen för partikelfysik. Den finns i ett par olika varianter. Den enklaste versionen, typ 1, kräver som enda ytterligare antaganden utöver standardmodellen: bara minst två högerhänta neutrinofält, och existensen av en mycket stor masskala i teorin, som exempelvis kan vara den storförenade skalan. Typ 1 gungbrädet levererar “en” lätt neutrino, som motsvarar de tre kända neutrinoaromerna plus  en mycket tung, okänd “steril neutrino”, vilken eventuellt kan ha blivit detekterad.

## Elektrosvag växelverkan
Om neutrinon är en Majorana-partikel, så kan man anta att det, utöver de vänsterhänta neutrinor, ν, som kopplar till partikelpartnern i sin leptonfamilj och har massan mν, finns en högerhänt steril neutrinopartner N  med massan mN som är en svag isosinglett och inte kopplar direkt till någon fermion eller boson. Båda neutrinorna har massa och "häntheten" bevaras därför inte längre, (alltså "vänster- eller högerhänt neutrino" betyder att tillståndet är mest vänster- eller högerhänt).
Matematiken bakom gungbrädemekanismen av typ 1 ser då ut så här: 
Diracs masstermer har formen {\displaystyle -m_{D}({\bar {N}}\nu -{\bar {\nu }}N).}
Majoranas masstermer har formen {\displaystyle -{\frac {1}{2}}m_{\nu }({\bar {\nu }}\nu ^{*}-{\bar {\nu }}^{*}\nu )-{\frac {1}{2}}m_{N}({\bar {N}}N^{*}-{\bar {N}}^{*}N).}
Förhållandet mellan Diracs masstermer (mD) och Majoranas masstermer ges av
{\displaystyle {\mathcal {L}}_{m}=-{\frac {1}{2}}{\begin{pmatrix}{\bar {\nu }}&{\bar {N}}^{*}\end{pmatrix}}M{\begin{pmatrix}\nu ^{*}\\N\end{pmatrix}}+h.c.}
där {\displaystyle h.c.} är det hermiteska konjugatet av den föregående termen och {\displaystyle M} är matrisen:
{\displaystyle M={\begin{pmatrix}m_{\nu }&m_{D}\\m_{D}&m_{N}\end{pmatrix}}{\text{,}}}
med {\displaystyle m_{N}>>m_{D}>>m_{\nu }}, och som har determinanten {\displaystyle m_{\nu }m_{N}-m_{D}^{2}}  och egenvärdena:
{\displaystyle \lambda _{\pm }={\frac {(m_{\nu }+m_{N})\pm {\sqrt {(m_{\nu }+m_{N})^{2}-4(m_{\nu }m_{N}-m_{D}^{2})}}}{2}}{\text{.}}}
Om den "obetydliga" massan hos den normala neutrinon, {\displaystyle m_{\nu }}, ignoreras (d.v.s. sättes lika med noll) fås:
{\displaystyle M'={\begin{pmatrix}0&m_{D}\\m_{D}&m_{N}\end{pmatrix}}{\text{,}}}
som har determinanten {\displaystyle -m_{D}^{2}} och egenvärdena:
{\displaystyle \lambda _{\pm }={\frac {m_{N}\pm {\sqrt {m_{N}^{2}+4m_{D}^{2}}}}{2}}{\text{.}}}
Varav följer att determinanten {\displaystyle -m_{D}^{2}=\lambda _{+}\lambda _{-}} och att {\displaystyle m_{D}} är det geometriska medelvärdet av {\displaystyle \lambda _{+}} och {\displaystyle -\lambda _{-}.}
Eftersom {\displaystyle m_{N}>>m_{D}} så är {\displaystyle \lambda _{+}\approx m_{N}} och sålunda {\displaystyle \lambda _{-}\approx -{\frac {m_{D}^{2}}{m_{N}}}.} Insättning av detta värde för {\displaystyle \lambda _{-}} i egenvärdesekvationen för {\displaystyle M}, i vilken {\displaystyle m_{\nu }\neq 0}, ger att {\displaystyle m_{\nu }\approx -{\frac {m_{D}^{2}}{m_{N}}}\approx \lambda _{-}.}
Enligt storförenade (GUT) och vänster-höger modeller är den högerhänta neutrinon extremt tung, med en massa mN ≈ 105 — 1012 GeV, medan den vänsterhänta neutrinomassan mν är i storleksordningen 1 eV (övre gränsen har satts till 140 - 380 meV av EXO-200 om neutrinon är en Majorana-partikel) - och ju större massan är hos den högerhänta neutrinon, desto mindre är massan hos normala vänsterhänta neutrinor - därav namnet gungbrädeseffekt.
Mekanismen används också för att förklara, varför massorna hos normala neutrinor är så obetydliga.